# 梵體劇場
梵体剧場（原称極體劇團）於1994年成立，成員由受過第一代優劇場表演訓練的表演者所組成。梵体剧场承襲優劇場之訓練理念。在身體訓練及創作風格上企圖找到人類心靈中最原始的、純粹及最深遂的表現元素，如詩般的韻律，自然呈現，加上平時自覺性的身體操練，嘗試不同狀態的身體極限之開發，使每一場創作及表達都呈現如心與心的對話般，深刻且精準。
梵體劇場網站 （页面存档备份，存于）
1994年9月──成立 (Chi-Body Theatre Troupe)
1995年10月──《災難》《Catastrophe》
羅曲妃導演／台北、台中、台南三地巡迴演出
1996年2月──《災難‧幸福版》《Catastrophe—Lucky Version》
羅曲妃導演／台北B-SIDE 女節之四
1997年1月──《蕃茄傾向》《Tomato Tendency》（蓮之Ⅰ）
吳文翠、Pisui Ciyo共同創作／台北皇冠小劇場
1998年4月──《虛擬羊逃》《Escape/goat：Carambola》（蓮之Ⅱ）
吳文翠導演／台北耕莘小劇場
1999年10月──《不帶連》《Non-Connection-Lotus》（蓮之Ⅲ）
李為仁導演構成。吳文翠、吳忠良、簡昭宜創作演出／台北華山藝文特區行政大樓二樓
2000年1月1 – 2日──《狀態‧Ⅱ》《SituationⅡ》
黃俊華導演／朱銘美術館戲水區／「海芒果迷霧季‧看戲月」朱銘美術館主辦
2000年5月──《鬼地方》
德國Heike Gaessler導演／皇冠小劇場／第二屆女節之一
2000年8月–9月──《鞭ㄐㄧ效應》《SituationⅢ》
黃俊華導演／華山藝文特區首演／全台巡迴12場
2001年5月──《白鬼》《White Ghost》
吳文翠編導演／「劇烈十城2001」極體印尼巡迴演出系列、5/26梭羅、5/30峇里島Negara
2001年5月──《超渡》《Tsao-Do》
吳文翠編導演／「劇烈十城2001」印尼巡迴演出系列
5/12日惹、5/23三寶瀧、5/26梭羅、5/28 Panjang島、5/31峇里島Negara
2001年12月──《白鬼》《White Ghost》
吳文翠獨角戲／福爾摩莎國際小劇場藝術節2001秋季選秀 12/7, 8, 9台北皇冠小劇場
2002年8月–11月──《重生》《Reborn》
吳文翠導演／演者：吳文翠、江政樺、葉素伶、歐陽夢芝／影像紀錄：蔡詠晴
／合作藝術家：印尼蘇拉維西舞蹈家Andi Ummu Tunru、音樂家Basri B. Sila 
「劇烈十城2002」印尼、台灣巡迴演出系列
8/21,22雅加達、8/27,28萬隆、9/3日惹、9/5三寶瀧、9/8,9卡里曼丹島馬辰、
9/12,13蘇拉維西島Makassar、9/15蘇拉維西島Maros、9/18峇里島、9/21,22泗水、
9/23,24梭羅、9/27,28蘇門答臘Padang、10/25,26,27台北牯嶺街小劇場、11/1,2,3台中象工廠劇場

2002年12月──《迷謎迷》
德國音樂家Klaus Bru、吳文翠共同導演／台東劇場／第一屆後山藝術節
2003年6月──《花非花》《It is but not only flower》
吳文翠導演／陶亞倫與台北藝術大學科藝所影像製作／北區客家文化會館
2004年9月──《蛇，我寂寞》《Serpent，I Am Lonely》
吳文翠獨角戲／第五屆華文藝術節‧雲南2004
2004年10月──《剪剪花》《Cutting flower》
吳文翠導演／北區客家文化會館
2004年12月──《霧非霧》《Yes, but Not Only》
吳文翠導演／台北牯嶺街小劇場
梵體劇場時期(2005～)劇場作品
2005年12月──《極體瘋狂在路上》《On The Road》
獨腳戲聯演吳文翠、傅子豪編導演／台北牯嶺街小劇場
2007年2月──《獨舞紅塵》《Red Dust》
吳文翠編導演／新加坡國家博物館藝廊劇院／M1 FRINGE 新加坡藝穗節
2007年9月──《花非花》《Flower，and Beyond》
吳文翠編導／台北牯嶺街小劇場，台南誠品書店
2007年11月──《The Double》
傅子豪編導／新加坡必要劇場The Necessary Stage's Blackbox／新加坡Initiation International 2007藝術節
2010年8月—《花非花》《Flowers，and Beyond》
編導演：吳文翠／製作人：傅子豪演員：吳文翠、莊子民等／臺北市立美術館
2010年8月—《2010雞籠中元祭藝文華會‧記者會開幕表演》
編導：吳文翠／基隆文化中心
2010年10月－《蛇，我寂寞。那麼就唱歌跳舞吧！》
編導演：吳文翠／聖約翰科技大學
2011年11月—《在不斷剝除的路上》
編導演：吳文翠／ACT上海國際當代藝術節／上海話劇中心
2013年9月、10月—《我心追憶：聊齋志異之世界》
總導演：和栗由紀夫／演者：吳文翠等／高雄衛武營國家藝術文化中心、台北牯嶺街小劇場
2014年5月—《花非花．南海版》
導演：吳文翠／演者：陳友馨、張勻甄、江元宏、李紀辰／台北南海劇場
2016年4月、5月—《我歌我城》
編導演：吳文翠／牛棚雙週—穿越身體的城堡／香港牛棚藝術村
2017年10月—《我歌我城．河布茶》
導演：吳文翠／製作人：莊雅雯／藝術顧問暨燈光設計：何應豐
演者：姚喻文、梁馨文、周承慧、張采軒、王昊天
茶道顧問：呂禮臻／現場茶人：婉婉／影像設計：雪克
主辦單位：梵體劇場／製作協力：大稻埕國際藝術節 ／協辦單位暨演出地點：新芳春行
補助單位：文化部、臺北市政府文化局

## 藝術總監
吳文翠，國立台北藝術大學劇場藝術研究所表演藝術碩士，自1986年起即師事太極導引大師熊衛與氣功大師來靜。
太極導引相關授課經驗迄今(2022)－EX-THEATRE ASIA/EX-亞洲劇團 太極導引教練(2012),鄭子太極64式、陳氏太極拳(小架)
吳文翠從太極導引與氣功建立了身體訓練的基礎，從優劇場接受了理念來自波蘭劇場大師Grotowski的「貧窮劇場」訓練法，扎實的表演訓練，之後接受的日本舞踏譜創作法啟發，以及現代舞、瑜珈、體操、默劇等訓練，並於北藝大劇場藝術創作研究所就讀期間接受現代戲劇表演技巧的進階訓練。
1998年畢業於台北藝術大學劇場藝術研究所表演組
1988～1992年參加優劇場的訓練與演出，身為優劇場劇團資深團員時期，吳參與了三個作品的演出：
《重審魏京生》(1989)、《鍾馗之死》(1989)、《七彩溪水落地掃》(1990)
1995年創立「極體劇團」，
1998年獲亞洲文化協會(ACC)「台灣獎助計劃」赴美國紐約研習當代表演藝術。
1998年，吳獲「亞洲文化協會(ACC)-台灣獎助計劃」赴美研習當代表演藝術。
吳與各國藝術家合作的作品：
《鬼地方》(2000，德國)、《重生》(2002，印尼)、《童畫世界》(2003，印尼)、《獨舞紅塵》(2007，新加坡)、《花非花》(2008，義大利) 、《UN-NAT》(2010，丹麥)、《Halmipuri》(2011，韓國)、《我心追憶‧聊齋志異之世界》(2013，日本)、《吾鄉‧種籽》(2014，香港)。
2000年5月第二屆女節，台北皇冠小劇場與來自德國的導演Heike Gaessler共同創作了《鬼地方》
2000年12月新加坡「劇藝工作坊」王景生舉辦「第三屆飛行雜技計劃（The Flying Circus Project 2000）」
2001年4月韓國自然環境藝術協會舉辦「第六屆九龍頭文化環境藝術節」(9 Dragon Heads）演出《魚人》
2001年5月美國波士頓「第一屆台灣實驗劇場藝術節」演出《白鬼》
《The Boston Globe》藝評：「WU presents several powerful images of body in motion.」
2001年5~6月「劇烈十城2001（ Intensity in Ten Cities 2001）與印尼Theatre of Pain（痛劇團）」印尼十大城市巡迴演出
並與當地音樂家、畫家和裝置藝術家交流，演出《超度》等新作
2002年8~9月「劇烈十城2002」跨台灣印尼、十個城市的巡迴
與印尼音樂家Basri Baharudo Sila、舞蹈家Andi Ummu Tunru合作演出《重生》
2002年10月參加日本大阪「Asia Contemporary Dance Festival 2002」 演出《白鬼》
2003年7月與印尼皮影戲大師Slamet Gundono合作演出《童畫世界》
2003年8月於寮國舊都Luang Prabang參與新加坡王景生主持的「湄公河日記計畫」
2004年3月受邀參加台灣同黨劇團舉辦的「有志一同獨角戲聯演」發表個人編導演的獨角戲作品《蛇，我寂寞》
2004年9月此劇應邀代表台灣參加「第五屆華文戲劇節(雲南‧2004)」
2005年推展「極體劇團」進入第二階段創作期，改團名為「梵体剧場」，擔任藝術總監。
2006年獲雲門舞集文教基金會「流浪者計畫」獎助，赴日本關西進行「古寺與舞踏之旅」。
2006年獲雲門舞集文教基金會「流浪者計畫」獎助，赴日本關西進行「古道慢行——古寺之旅」。
2006年7月《在不斷剝除的路上》於新加坡「Magdalena國際當代女性劇場藝術節」
2007年1月受邀於新加坡「M1藝穗節」與新加坡國家文藝獎得主莊心珍(視覺藝術家)合作，演出《獨舞紅塵》
2007年獲「日本交流協會」獎助，赴日本東京進行「舞踏的身體性」研究
2007~2010年於丹麥的OM劇團(Teatret OM)擔任駐團藝術家，負責東方身體訓練工作，並參與演出。
主要編導演作品：《風沙木麻黃》、《蕃茄傾向》、《虛擬羊逃》、《白鬼》、《重生》、《花非花》、《蛇．我寂寞》、《霧非霧》、《在不斷剝除的路上》、《花非花．南海版》、《我歌我城》。
2011年9~10月與韓國「木雞肢體實驗室(Namoodak Movement Laboratory)」安東國際假面舞蹈藝術節(Andong International Mask Dance Festival)演出《Halmipuri》
2011年11月上海國際當代藝術季，於上海話劇藝術中心演出 《在不斷剝除的路上》
2012年8月《剝除》於「舞動傳奇：國際環境劇場計劃2012」，韓國「木雞肢體實驗室」主辦
2013年9~10月籌辦［身體之道‧舞踏志異］「亞洲文化協會(ACC)-台灣獎助計劃」。台日合作計畫
      舉辦舞踏國際研討會––《從肉體的叛亂到形塑：2013台日身體美學論壇》
      邀請日本舞踏名家和栗由紀夫編導共同演出《我心追憶‧聊齋志異之世界》
      邀請日本慶應大學土方巽資料館館長森下隆推出「肉體的叛亂‧土方巽文件展」舞踏國際研討會《從肉體的叛亂到形塑：2013台日身體美學論壇》
2014年5月發表［身體之道‧舞踏志異］計畫作品第2號《花非花‧南海版》
2015年7～8月擔任《回到里山》日本『大地藝術祭』表演4場、台灣美濃表演1場、衛武營表演2場。
2015年帶領「行動舞譜-身體溯源」工作坊，在雲林虎尾厝、上海 McaM明当代美术馆、高雄橋頭白屋藝術村、香港牛棚藝術村、香港「流白之間」
2016年４月以《我歌我城》應邀至香港牛棚藝術村[穿越身體的城堡]演出。
2016年６月，以《蛇，我寂寞》應邀至上海 McaM明当代美术馆[單人表演藝術季]以及香港「流白之間」[身體步道上的文化展演]演出。
2016年9月《尋·里山》
2017年《我歌我城‧河布茶》。
2017年3月《湄公河·里山》
2018年《我歌我茶》與香港何應豐共同導演發表

## 歷年作品
極體劇團時期 (1995~2000)
2000年5月第二屆女節，台北皇冠小劇場與來自德國的導演Heike Gaessler共同創作了《鬼地方》：一齣探討新舊環境空間與人的內在心理空間的作品在這個作品裡，吳又進一步地將自己的表演能力推到另一個境界，藉由身體內在的專注暴發力去建立一種呈現的張力，讓觀眾被觸動而感同身受。
2000年12月參加新加坡「劇藝工作坊」王景生所舉辦的「第三屆飛行雜技計劃（The Flying Circus Project 2000）」兩年一屆的活動，數年來邀請數百位來自全亞洲各領域的藝術工作者交流展演。
2001年5~6月「劇烈十城2001（ Intensity in Ten Cities 2001）與印尼Theatre of Pain（痛劇團）」印尼十大城市巡迴演出
並與當地音樂家、畫家和裝置藝術家交流，演出《超度》等新作
2001年5月美國波士頓「第一屆台灣實驗劇場藝術節」演出《白鬼》
《The Boston Globe》藝評：
「WU presents several powerful images of body in motion.」
2002年8~9月前後45天，率團進行「劇烈十城2002」跨台灣印尼、十個城市的巡迴，與印尼音樂家Basri Baharudo Sila、舞蹈家Andi Ummu Tunru合作演出《重生》
梵体剧場時期 (2005-)
2007年2月—《獨舞紅塵》《Red Dust》

主辦單位：新加坡藝穗節 M1 Singapore Fringe Festival 

編導：吳文翠

演出地點：新加坡國家博物館藝廊劇院 (National Museum of Singapore)

2007年9月—《花非花》《Flower，and Beyond》

編導：吳文翠

演出地點：台北牯嶺街小劇場，台南誠品書店

2007年11月—《The Double》

主辦單位：新加坡Initiation International 2007藝術節 

編導：傅子豪

演出地點：新加坡必要劇場The Necessary Stage's Blackbox

2008年5月—《花非花》《Flower，and Beyond》

編導：吳文翠

演出地點：新竹交通大學，淡水演藝廳

2008年7月—《The Double》

編導：傅子豪

演出地點：台北牯嶺街小劇場

2008年9月—國家文化藝術基金會《藝教於樂Ⅱ—透過藝術學習》專案

計劃主持人：傅子豪／梵體劇場承辦．雄獅鉛筆廠贊助

地點：台北縣三芝國小、興華國小、橫山國小

2009年8月—《2009己丑雞籠中元祭藝文華會－記者會開幕表演》

編導：傅子豪

演出地點：基隆文化中心

2009年10月—《記憶．漂流》《Memory．Float》（河流2：洄‧溯‧藝波盪漾—國際城市視覺藝術交流展覽暨藝術創作觀摩計畫）

編導：傅子豪

演出地點：新店碧潭橋下浮板步道

2009年12月—《Just one，pick it up！》（打鐵舖一號．梵體劇場vs舞次方舞蹈工坊）

編導：傅子豪

演出地點：新竹鐵屋頂劇場

2009年12月—《我撿到一塊錢》（梵體劇場—竹圍工作室2009駐地社區互動及創作展演計劃）

編導：傅子豪

演出地點：竹圍工作室十二柱，台北縣三芝國小

2010年3月—《溫度》（打鐵舖一號．梵體劇場vs舞次方舞蹈工坊）

編導：許向豪、夏工傑、傅子豪

演出地點：台北牯嶺街小劇場

2010年8月—《花非花》《Flowers，and Beyond》

編導：吳文翠

演出地點：臺北市立美術館

2010年8月—《2010雞籠中元祭藝文華會‧記者會開幕表演》

編導：吳文翠

演出地點：基隆文化中心

2010年10月－《蛇，我寂寞。那麼就唱歌跳舞吧！》

編導：吳文翠

演出地點：聖約翰科技大學邀演

2010年11月—《魚歌河舞》（河流3：藝起趣碧潭—2010台北縣政府文化局公共藝術策展計畫）演出活動規劃及開幕演出

編導：吳文翠

演出地點：新店碧潭橋河岸廣場

2011年11月－《在不斷剝除的路上》

編導：吳文翠

演出地點：上海話劇中心邀演／2011ACT上海國際當代藝術節

2013年9月、10月－《我心追憶：聊齋志異之世界》

總導演：和栗由紀夫

導演：吳文翠

演出地點：高雄衛武營國家藝術文化中心、台北牯嶺街小劇場∕自由劇場合辦
2014年以「行動舞譜 (Action Spectrum)」創作方法發表了【身體之道】計畫作品第二號《花非花‧南海版》。
2014年以「行動舞譜 (Action Spectrum)」創作方法發表了【身體之道】計畫作品第二號《花非花‧南海版》。
導演：吳文翠
演員：張勻甄、陳友馨、江元宏、李紀辰、吳文翠

2015年7～8月擔任《回到里山》製作的藝術總監與主要表演者，總導演鍾喬帶領差事劇團與美濃愛鄉協會團隊，遠征日本『大地藝術祭』表演4場、美濃表演1場、衛武營表演2場，獲得極大的迴響。(在排練過程中吳亟力發揮表演鍛鍊經驗，訓練素人演員們能夠在短期之內，帶著技巧地由心而發表演呈現，同時也透過這演練過程貼近個人生命，將表演訓練和呈現，與環境劇場、儀式劇場、個人種族劇訓練，巧妙融合。)
2015年起在雲林虎尾厝、上海 McaM明当代美术馆、高雄橋頭白屋藝術村、香港牛棚藝術村、香港「流白之間」，帶領「行動舞譜-身體溯源」工作坊，計畫以此工作坊來環台灣島，將透過受Grotowski神祕劇(個人種族劇)與土方巽舞踏譜影響的表演鍛鍊法「行動舞譜 (Action Spectrum)」來打開台灣人當代的身心觀，進而釀造台灣的當代身體美學暨史觀。
2015年7月以及2016年六月，以《蛇，我寂寞》應邀至上海 McaM明当代美术馆[單人表演藝術季]以及香港「流白之間」[身體步道上的文化展演]演出。

2016年４月以《我歌我城》應邀至香港牛棚藝術村[穿越身體的城堡]演出。
2016年9月《尋·里山》、2017年3月《湄公河·里山》吳擔任藝術總監與主要表演者，與差事劇團繼續朝向台灣里山、世界里山的呼籲與探索前進！

2018年與香港何應豐共同導演，發表了《我歌我茶》。
共同導演｜何應豐 (香港)、吳文翠 
戲劇顧問：鍾喬
茶道顧問：呂禮臻
歷史顧問：黃惠君、蔡易達
製作顧問：徐芳筠、溫明儀
燈光/舞台設計：何應豐 (香港)
服裝設計製作：何應豐、張綺育
平面設計：何應豐、陳柔欣
執行製作：張育嘉
表演者：吳文翠、王郁慈、何彥廷、張采軒
現場音樂：曾伯豪
影像紀錄/剪輯：許鈺盛
演出單位：梵體劇場
演出時間：2018/10/26(五) 19:30
地點:臺北市客家文化中心1-2樓展演空間
《花非花‧南海版》(2014)、《我歌我城》(2016) 、《我歌我城‧河布茶》(2017)